# Liste der Kulturdenkmäler in Flörsheim am Main
Die folgende Liste enthält die in der Denkmaltopographie ausgewiesenen Kulturdenkmäler auf dem Gebiet  der Gemeinde Flörsheim am Main, Main-Taunus-Kreis, Hessen.
Hinweis: Die Reihenfolge der Denkmäler in dieser Liste orientiert sich zunächst an Ortsteilen und anschließend der Anschrift, alternativ ist sie auch nach der Bezeichnung, der vom Landesamt für Denkmalpflege vergebenen Nummer oder der Bauzeit sortierbar.
Kulturdenkmäler werden fortlaufend im Denkmalverzeichnis des Landes Hessen durch das Landesamt für Denkmalpflege Hessen auf Basis des Hessischen Denkmalschutzgesetzes (HDSchG) geführt. Die Schutzwürdigkeit eines Kulturdenkmals hängt nicht von der Eintragung in das Denkmalverzeichnis des Landes Hessen oder der Veröffentlichung in der Denkmaltopographie ab.

## Bad Weilbach
| Bild           | Bezeichnung                                       | Lage | Beschreibung | Bauzeit       | Objekt-Nr. |
| -------------- | ------------------------------------------------- | --- | ------------ | ------------- | ---------- |
| weitere Bilder | Kurpark mit Anlagen (Sachgesamtheit Bad Weilbach) | Alleestraße, Alleestraße 1–4, Alleestraße 6/7/9/12, u.A. LageFlur: 13, 14, 44, 45, Flurstück: 1/1–2, 20/1, 21/3, 21/5–6, 21/8–10, 39/5–6, 39/26, 42, 43, 45, 46/12–13, 47/2, 48/2, 67/2, 67/5, 67/12, 69, 70/1, 70/9, 70/14–21, 70/29–30, 70/34–39, 70/41–48, 72/2–3, 72/6, 112/1, 114/1 |              |               | 45716 DDB  |
| weitere Bilder | Ehemaliges Kurhaus                                | Alleestraße 2/4/6 LageFlur: 13, Flurstück: 70/45, 70/46 |              | 1838          | 45717 DDB  |
| weitere Bilder | Ehemaliges Bade- und Inhalierhaus                 | Alleestraße 3/5 LageFlur: 44, Flurstück: 47/2 |              | 1874          | 45718 DDB  |
| weitere Bilder |                                                   | Alleestraße 9 LageFlur: 44, Flurstück: 46/12 |              |               | 45719 DDB  |
| Kolonialhaus   | Kolonialhaus                                      | Parkstraße 8 LageFlur: 45, Flurstück: 39/26 |              | 1825 bis 1835 | 45720 DDB  |

## Flörsheim
| Bild                                       | Bezeichnung                                | Lage                                                                                          | Beschreibung | Bauzeit                 | Objekt-Nr. |
| ------------------------------------------ | ------------------------------------------ | --------------------------------------------------------------------------------------------- | --- | ----------------------- | ---------- |
| Bild gesucht BW                            | Ehemalige Post                             | Altkönigstraße 2 LageFlur: 9, Flurstück: 115/2                                                | | 1905 bis 1915           | 45605 DDB  |
| weitere Bilder                             | Jüdischer Friedhof                         | Am Judenkirchhof LageFlur: 36, Flurstück: 120/1, 217/120                                      | | 1447                    | 45682 DDB  |
| Keramag, Ehemalige Sektkellerei Falkenberg | Keramag, Ehemalige Sektkellerei Falkenberg | An den Felsenkellern LageFlur: 36, Flurstück: 78/1                                            | Das 1883 errichtete Hauptgebäude der ehemaligen Sektkellerei Falkenberg bei Flörsheim. Hier ist die Abfahrt von der Landesstraße zwischen Flörsheim und Hochheim zum Stadtteil Falkenberg/Keramag | 1883                    | 53332 DDB  |
| Kalkbrennöfen                              | Kalkbrennöfen                              | Bachweg (Außerhalb Ortslage) LageFlur: 32, Flurstück: 109/18                                  | | 1775 bis 1825           | 45676 DDB  |
| Bahnhof Flörsheim                          | Bahnhof Flörsheim                          | Bahnhof Flörsheim LageFlur: 10, Flurstück: 103/2, 103/3                                       | Der von Ignaz Opfermann im klassizistischen Stil errichtete Bahnhofsbau stammt von 1839, der obere Teil von etwa 1875. | 1839 (Aufstockung 1875) | 68981 DDB  |
| Kapelle                                    | Kapelle                                    | Bahnhofstraße 6 LageFlur: 24, Flurstück: 625/27                                               | |                         | 45606 DDB  |
| Rathaus                                    | Rathaus                                    | Bahnhofstraße 12 LageFlur: 9, Flurstück: 120/9                                                | | Ende 19. Jahrhundert    | 45607 DDB  |
| Evangelische Pfarrkirche                   | Evangelische Pfarrkirche                   | Bahnhofstraße 14 LageFlur: 9, Flurstück: 464/117                                              | | 1900–1901               | 45608 DDB  |
|                                            |                                            | Bahnhofstraße 18 LageFlur: 10, Flurstück: 93/4                                                | | 1920 bis 1930           | 45609 DDB  |
| Borngasse 10                               |                                            | Borngasse 10 LageFlur: 23, Flurstück: 72                                                      | | 1667                    | 45611 DDB  |
|                                            |                                            | Brunnengasse 4 LageFlur: 25, Flurstück: 107                                                   | | 1775 bis 1825           | 45613 DDB  |
| weitere Bilder                             | Kriegergedächtniskapelle                   | Die Wart (am Geißenberg zwischen Flörsheim und Wicker) LageFlur: 1, Flurstück: 256/18, 257/19 | Kapelle zur Erinnerung an die Gefallenen des Ersten Weltkrieges. Ein kleiner Rechteckbau mit eingezogener Apsis errichtet aus Flörsheimer Kalkbruchstein. Am südlichen Hang des Geißenbergs gelegen. Der Eingang nach Südosten, Richtung Flörsheim, orientiert | 1928                    | 45680 DDB  |
| Turm und Stadtmauer                        | Turm und Stadtmauer                        | Dr.-Georg-von-Opel-Anlage 3 und 6 LageFlur: 23, Flurstück: 12/1, 35                           | |                         | 45645 DDB  |
| Bild gesucht BW                            | Eisenbahnbrücke Flörsheim                  | Eisenbahn (Am Wickerbach) LageFlur: 31, Flurstück: 262                                        | | 1839                    | 68984 DDB  |
| Gesamtanlage Flörsheim                     | Gesamtanlage Flörsheim                     | Lage                                                                                          | |                         | 45604 DDB  |
|                                            |                                            | Grabenstraße 4a LageFlur: 24, Flurstück: 621/46                                               | | 1926                    | 45615 DDB  |
|                                            |                                            | Grabenstraße 12 LageFlur: 24, Flurstück: 78/4,523/78                                          | | 1907                    | 45616 DDB  |
|                                            |                                            | Grabenstraße 20 LageFlur: 24, Flurstück: 603/59                                               | | 1905 bis 1915           | 45617 DDB  |
| Ehemalige Schule und Rathaus               | Ehemalige Schule und Rathaus               | Grabenstraße 40 LageFlur: 25, Flurstück: 131/1                                                | | 1895 bis 1905           | 45618 DDB  |
| weitere Bilder                             | Katholische Pfarrkirche St. Gallus         | Hauptstraße LageFlur: 23, Flurstück: 100/1                                                    | Die Saalkirche mit einem außen dreiseitigen und innen halbrunden Chor ist im Rokokostil aus Bruchsteinen erbaut. Eine erste Anlage stammt aus 1666, das Kirchenschiff von 1766–68. Der Westturm stammt von 1706 von Baumeister Johann Kersten, 1906 wurden an der Spitze Schallgauben eingebaut. | Ende 17. Jahrhundert    | 45623 DDB  |
| Kriegerdenkmal von 1879                    | Kriegerdenkmal von 1879                    | Hauptstraße, rechts neben dem Haupteingang der Galluskirche LageFlur: 23, Flurstück: 100/1    | Ehrenmal für die 70 Flörsheimer Teilnehmer am Deutsch-Französischen Krieg von 1870/71, mit bildlicher Darstellung drei gefallener Soldaten. Errichtet durch den ehemaligen Flörsheimer Kriegerverein (1872); ausgeführt von Karl Schichtel (Architekt), Christoph Munk (Steinmetz), sowie Gerhard Stückert, Kaspar Schuhmacher und Johann Bauer (Maurerarbeiten). | 31. August 1979         | 45623      |
| Bild gesucht BW                            |                                            | Hauptstraße 2 LageFlur: 23, Flurstück: 50/2                                                   | | 1725 bis 1775           | 45619 DDB  |
| weitere Bilder                             |                                            | Hauptstraße 12 LageFlur: 23, Flurstück: 63/1                                                  | | 1725 bis 1775           | 45620 DDB  |
| Bild gesucht BW                            | Sachteil: Kellerportal                     | Hauptstraße 15 LageFlur: 24, Flurstück: 76/2, 76/3                                            | | 1714                    | 45621 DDB  |
|                                            |                                            | Hauptstraße 21 LageFlur: 24, Flurstück: 225/57                                                | | 1725 bis 1775           | 45622 DDB  |
| weitere Bilder                             |                                            | Hauptstraße 24 LageFlur: 23, Flurstück: 98/1                                                  | Gasthaus „Zum scharfen Eck“ | 1695 bis 1705           | 45624 DDB  |
| Bild gesucht BW                            |                                            | Hauptstraße 27 LageFlur: 24, Flurstück: 54                                                    | | 1725 bis 1775           | 45625 DDB  |
|                                            |                                            | Hauptstraße 29 LageFlur: 24, Flurstück: 53                                                    | | Ende 18. Jahrhundert    | 45626 DDB  |
|                                            |                                            | Hauptstraße 31 LageFlur: 25, Flurstück: 512/147                                               | | 1880 bis 1890           | 45627 DDB  |
| Bild gesucht BW                            |                                            | Hauptstraße 32 LageFlur: 26, Flurstück: 111/4                                                 | | 1900 bis 1910           | 45628 DDB  |
|                                            |                                            | Hauptstraße 33 LageFlur: 25, Flurstück: 146                                                   | |                         | 45629 DDB  |
|                                            |                                            | Hauptstraße 35 LageFlur: 25, Flurstück: 145                                                   | | 1725 bis 1775           | 45630 DDB  |
|                                            |                                            | Hauptstraße 38 LageFlur: 26, Flurstück: 105/6                                                 | | 1695 bis 1705           | 45631 DDB  |
| Frankfurter Hof                            | Frankfurter Hof                            | Hauptstraße 41/43 LageFlur: 25, Flurstück: 94/1                                               | | 1675 bis 1725           | 45632 DDB  |
| Hofanlage mit ehemaligem Judenbad          | Hofanlage mit ehemaligem Judenbad          | Hauptstraße 53/55, Brunnengasse 2 LageFlur: 25, Flurstück: 112, 113                           | | Anfang 17. Jahrhundert  | 45633 DDB  |
|                                            |                                            | Hauptstraße 57 LageFlur: 25, Flurstück: 332/111                                               | | Ende 18. Jahrhundert    | 45634 DDB  |
|                                            |                                            | Hauptstraße 61 LageFlur: 25, Flurstück: 84                                                    | | 1725 bis 1775           | 45635 DDB  |
|                                            |                                            | Hauptstraße 67 LageFlur: 25, Flurstück: 65/1                                                  | | 1695 bis 1705           | 45636 DDB  |
|                                            |                                            | Hauptstraße 69 LageFlur: 25, Flurstück: 64/1                                                  | | Ende 18. Jahrhundert    | 45637 DDB  |
| Bild gesucht BW                            | Wegkreuz                                   | In der Grube (Wickerer Straße) LageFlur: 5, Flurstück: 1/10                                   | | 1770                    | 45675 DDB  |
| Bild gesucht BW                            | Alter Friedhof                             | Jahnstraße o. Nr. LageFlur: 4, Flurstück: 72/5                                                | Bestattungen von 1876 bis 2013. Im Jahr 1908 um das Doppelte seiner Fläche vergrößert. Das Areal ist als Bauensemble einschließlich der umlaufenden Einfriedung, der Portale, dem kleinen Gebäude in der Südostecke, der mittigen Lindenallee und einzelner künstlerisch herausragender Grabmäler aus geschichtlichen und künstlerischen Gründen geschützt. |                         | 45681      |
| Bild gesucht BW                            | Kath. Pfarrkirche St. Josef                | Kapellenstraße 5 LageFlur: 3, Flurstück: 299/5                                                | | 1963                    | 68122 DDB  |
| weitere Bilder                             | Ehemalige Schule                           | Kirchgasse 1 LageFlur: 23, Flurstück: 99/2                                                    | Der zweistöckige Bau wurde 1764 mit Bruchsteinen und Sandsteingewänden errichtet, angebaut wurde ein Gebäude mit Walmdach. | 1764                    | 45639 DDB  |
|                                            |                                            | Kirchgasse 20 LageFlur: 23, Flurstück: 101                                                    | | 1675 bis 1725           | 45641 DDB  |
|                                            |                                            | Kirchgasse 22 LageFlur: 23, Flurstück: 164/102                                                | | Ende 17. Jahrhundert    | 45642 DDB  |
|                                            |                                            | Kohlgasse 7 LageFlur: 25, Flurstück: 102/1                                                    | | Ende 17. Jahrhundert    | 45643 DDB  |
| Hl. Nepomuk                                | Hl. Nepomuk                                | Konrad-Adenauer-Ufer o. Nr. LageFlur: 23, Flurstück: 117/12                                   | | 1741                    | 45647 DDB  |
| Reliefstein                                | Reliefstein                                | Konrad-Adenauer-Ufer o. Nr. LageFlur: 26, Flurstück: 154/5                                    | Relief des „Gänskippelschorsch“, Signet des jüdischen Kolumnisten Jakob Altmaier (1889–1963), der unter dem Pseudonym „Gänsekippelschorsch“ in den 1920er Jahren in der Flörsheimer Zeitung schrieb. Verfolgt während des Dritten Reiches; später Bundestagsabgeordneter; Ehrenbürger von Flörsheim. Das Relief wurde 1966 vom Künstler Gerhard Hartmann in Anlehnung an das Signet der 1920er Jahre geschaffen. Die Namensgebung nimmt Bezug auf die Gänsezucht um 1900 in Flörsheim. | 1966                    | 45644      |
| Bild gesucht BW                            | Christkönigskapelle                        | Obermainstraße o. Nr. LageFlur: 23, Flurstück: 7/6                                            | | 1932                    | 45648 DDB  |
|                                            |                                            | Obermainstraße 4a LageFlur: 23, Flurstück: 8/1                                                | | Anfang 20. Jahrhundert  | 45649 DDB  |
| weitere Bilder                             |                                            | Obermainstraße 6 LageFlur: 23, Flurstück: 11/2                                                | | 1661                    | 45650 DDB  |
|                                            |                                            | Obermainstraße 9 LageFlur: 23, Flurstück: 48/1                                                | | 1766                    | 45651 DDB  |
|                                            |                                            | Obermainstraße 11 LageFlur: 23, Flurstück: 47, 46/1                                           | | 1675 bis 1725           | 45652 DDB  |
|                                            |                                            | Obermainstraße 17 LageFlur: 23, Flurstück: 57/1                                               | | 1675 bis 1725           | 45653 DDB  |
|                                            |                                            | Obermainstraße 19 LageFlur: 23, Flurstück: 59/1                                               | | 1667                    | 45654 DDB  |
|                                            |                                            | Obermainstraße 25 LageFlur: 23, Flurstück: 148/71                                             | | 1675 bis 1725           | 45655 DDB  |
| weitere Bilder                             | Mainschlösschen                            | Obermainstraße 30 LageFlur: 23, Flurstück: 40, 268/41                                         | | 1915                    | 45656 DDB  |
|                                            |                                            | Obermainstraße 34 LageFlur: 23, Flurstück: 114                                                | | Ende 18. Jahrhundert    | 45657 DDB  |
| Bild gesucht BW                            | Obermühle                                  | Obermühle 10 LageFlur: 36, Flurstück: 262/114                                                 | | 1675 bis 1725           | 45677 DDB  |
| Scheune                                    | Scheune                                    | Pfarrer-Münch-Straße 3 LageFlur: 26, Flurstück: 149/5                                         | | 1725 bis 1775           | 45663 DDB  |
| weitere Bilder                             |                                            | Pfarrer-Münch-Straße 5 LageFlur: 26, Flurstück: 264/152                                       | | Ende 17. Jahrhundert    | 45658 DDB  |
| Sakramentsnische mit Kruzifix              | Sakramentsnische mit Kruzifix              | Pfarrer-Münch-Straße 7 LageFlur: 26, Flurstück: 153/1                                         | | 1908                    | 45614 DDB  |
| weitere Bilder                             |                                            | Pfarrer-Münch-Straße 10 LageFlur: 23, Flurstück: 106/5                                        | | 1741                    | 45646 DDB  |
| Kreuzigungsgruppe                          | Kreuzigungsgruppe                          | Riedstraße LageFlur: 17, Flurstück: 246/4                                                     | | 1695 bis 1705           | 45612 DDB  |
| Wegkreuz                                   | Wegkreuz                                   | Riedstraße 1 (Ecke Bahnhofstraße) LageFlur: 22, Flurstück: 264/22                             | | 1700                    | 45610 DDB  |
| Bild gesucht BW                            |                                            | Rollingergasse 1 LageFlur: 26, Flurstück: 131/27                                              | | 1885                    | 45659 DDB  |
| Bild gesucht BW                            | Sachteile: Kellerportal und Treppe         | Schmiedgasse 3 LageFlur: 26, Flurstück: 142/1                                                 | | 1725 bis 1775           | 45660 DDB  |
| Bild gesucht BW                            | Ehemalige Synagoge                         | Synagogengasse 1 und 2 LageFlur: 24, Flurstück: 512/68                                        | | 1625 bis 1675           | 45661 DDB  |
|                                            |                                            | Untermainstraße 4 LageFlur: 26, Flurstück: 151/3                                              | | 1700                    | 45662 DDB  |
| Bild gesucht BW                            |                                            | Untermainstraße 7 LageFlur: 26, Flurstück: 116/4                                              | | 1625 bis 1675           | 45664 DDB  |
|                                            |                                            | Untermainstraße 8 LageFlur: 26, Flurstück: 148/1                                              | | 1725 bis 1775           | 45665 DDB  |
| Bild gesucht BW                            |                                            | Untermainstraße 12 LageFlur: 26, Flurstück: 140/2                                             | | Ende 17. Jahrhundert    | 45666 DDB  |
|                                            |                                            | Untermainstraße 14 LageFlur: 26, Flurstück: 138/1                                             | | 1675 bis 1725           | 45667 DDB  |
|                                            |                                            | Untermainstraße 15 LageFlur: 26, Flurstück: 103/3                                             | | 1683                    | 45668 DDB  |
|                                            |                                            | Untermainstraße 16 LageFlur: 26, Flurstück: 134/5                                             | | 1695 bis 1705           | 45669 DDB  |
| Karthäuser Hof                             | Karthäuser Hof                             | Untermainstraße 19 LageFlur: 26, Flurstück: 94/1                                              | | 1733                    | 45670 DDB  |
|                                            |                                            | Untermainstraße 20 LageFlur: 26, Flurstück: 318/130                                           | | Ende 17. Jahrhundert    | 45671 DDB  |
| Ehemalige Fayencemanufaktur                | Ehemalige Fayencemanufaktur                | Untermainstraße 21 LageFlur: 26, Flurstück: 92/3                                              | | 1765                    | 45672 DDB  |
| Wegkreuz                                   | Wegkreuz                                   | Untermainstraße (vor Nr. 74) LageFlur: 26, Flurstück: 156/1                                   | | 1712                    | 45673 DDB  |
| Bild gesucht BW                            | Wegkreuz                                   | Weilbacher Straße 23 LageFlur: 10, Flurstück: 10/2                                            | | 1817                    | 45683 DDB  |
| Bild gesucht BW                            |                                            | Wickerer Straße 13 LageFlur: 9, Flurstück: 509/115                                            | | 1914                    | 45674 DDB  |
| weitere Bilder                             | Wiesenmühle                                | Wiesenmühle LageFlur: 35, Flurstück: 5/3                                                      | | 1699                    | 45678 DDB  |
| Annakapelle                                | Annakapelle                                | Wiesenmühle 11 LageFlur: 35, Flurstück: 8                                                     | Die St. Anna-Kapelle auf dem Berg über der Wiesenmühle wurde 1715 als Hauskapelle für die wenige Jahre zuvor am Wickerbach errichtete Mühle gebaut | 1715                    | 45679 DDB  |

## Weilbach
| Bild                                        | Bezeichnung                                 | Lage                                                                       | Beschreibung | Bauzeit                | Objekt-Nr. |
| ------------------------------------------- | ------------------------------------------- | -------------------------------------------------------------------------- | ------------ | ---------------------- | ---------- |
|                                             |                                             | Bachstraße 2a LageFlur: 4, Flurstück: 97/2                                 |              | 1625 bis 1675          | 45686 DDB  |
|                                             |                                             | Bachstraße 5 LageFlur: 4, Flurstück: 174/1                                 |              | 1675 bis 1725          | 45687 DDB  |
|                                             |                                             | Bachstraße 15 LageFlur: 4, Flurstück: 132/1                                |              | 1725 bis 1775          | 45688 DDB  |
| Wegkreuz                                    | Wegkreuz                                    | Faulbrunnenweg LageFlur: 50, Flurstück: 52/2                               |              | 1775                   | 45721 DDB  |
| HI. Nepomuk                                 | HI. Nepomuk                                 | Frankfurter Straße LageFlur: 4, Flurstück: 239/9                           |              | 1753                   | 45692 DDB  |
|                                             |                                             | Frankfurter Straße 13 LageFlur: 4, Flurstück: 96/1                         |              | 1725 bis 1775          | 45690 DDB  |
|                                             |                                             | Frankfurter Straße 20 LageFlur: 17, Flurstück: 39/1                        |              | 1695 bis 1705          | 45694 DDB  |
| Katholisches Pfarrhaus                      | Katholisches Pfarrhaus                      | Frankfurter Straße 36/38 LageFlur: 17, Flurstück: 59/2, 60/1               |              | 1902                   | 45695 DDB  |
| weitere Bilder                              | Katholische Pfarrkirche, Maria Himmelfahrt  | Frankfurter Straße 38 LageFlur: 17, Flurstück: 59/2                        |              | 1874/75                | 45697 DDB  |
|                                             |                                             | Frankfurter Straße 40 LageFlur: 17, Flurstück: 64/5                        |              | 1675 bis 1725          | 45696 DDB  |
| Bild gesucht BW                             | Gesamtanlage Weilbach                       | Lage                                                                       |              |                        | 45685 DDB  |
| Bild gesucht BW                             | Neuer Friedhof, Kreuzigungsgruppe           | Keltenstraße 38 LageFlur: 35, Flurstück: 44/1                              |              | 1725                   | 45698 DDB  |
|                                             |                                             | Kleine Schmiedstraße 1 LageFlur: 4, Flurstück: 263/99                      |              | Ende 17. Jahrhundert   | 45699 DDB  |
| weitere Bilder                              |                                             | Linienstraße 1 LageFlur: 4, Flurstück: 112/1                               |              | Anfang 18. Jahrhundert | 45700 DDB  |
| weitere Bilder                              |                                             | Linsenberg 2 LageFlur: 4, Flurstück: 175/1                                 |              | 1725 bis 1775          | 45702 DDB  |
|                                             |                                             | Linsenberg 4 LageFlur: 4, Flurstück: 176/2                                 |              | 1672                   | 45703 DDB  |
| weitere Bilder                              |                                             | Linsenberg 10 LageFlur: 4, Flurstück: 348/183                              |              | Ende 17. Jahrhundert   | 45704 DDB  |
| weitere Bilder                              | Alter Friedhof, Sandsteinkreuze             | Ortsbering (Raunheimer Straße/Friedhofstraße) LageFlur: 52, Flurstück: 125 |              | 1725 bis 1775          | 45705 DDB  |
| weitere Bilder                              | Gedenkstein                                 | Ortsbering (Raunheimer Straße/Friedhofstraße) LageFlur: 52, Flurstück: 125 |              |                        | 45706 DDB  |
| Kriegerdenkmal                              | Kriegerdenkmal                              | Rüsselsheimer Straße (Ecke Faulbrunnenweg) LageFlur: 50, Flurstück: 35     |              | 1935                   | 45689 DDB  |
| weitere Bilder                              |                                             | Schloßstraße 1 LageFlur: 4, Flurstück: 91/1                                |              | 1664                   | 45707 DDB  |
|                                             |                                             | Schloßstraße 5 LageFlur: 4, Flurstück: 87/1                                |              | 1675 bis 1725          | 45708 DDB  |
| Sachteile: Madonna mit Kind und Hofeinfahrt | Sachteile: Madonna mit Kind und Hofeinfahrt | Schloßstraße 6 LageFlur: 4, Flurstück: 301/51                              |              | Ende 18. Jahrhundert   | 45709 DDB  |
|                                             |                                             | Schloßstraße 8 LageFlur: 4, Flurstück: 76/9                                |              | 1695 bis 1705          | 45710 DDB  |
|                                             |                                             | Schloßstraße 9 LageFlur: 4, Flurstück: 364/104                             |              | 1695 bis 1705          | 53334 DDB  |
|                                             |                                             | Schloßstraße 10 LageFlur: 4, Flurstück: 77/2                               |              | Ende 17. Jahrhundert   | 45711 DDB  |
|                                             |                                             | Schloßstraße 12 und 12a LageFlur: 4, Flurstück: 78/1                       |              | 1675 bis 1725          | 45712 DDB  |
|                                             |                                             | Schloßstraße 14 LageFlur: 4, Flurstück: 74/1                               |              | Ende 18. Jahrhundert   | 45713 DDB  |
|                                             |                                             | Schloßstraße 19 LageFlur: 4, Flurstück: 113/3                              |              | 1725 bis 1775          | 45714 DDB  |
| Schloß                                      | Schloß                                      | Schloßstraße 23 LageFlur: 4, 54, Flurstück: 120/1, 33/34                   |              | 1675 bis 1725          | 45715 DDB  |

## Wicker
| Bild                   | Bezeichnung                           | Lage                                                                                             | Beschreibung | Bauzeit                | Objekt-Nr. |
| ---------------------- | ------------------------------------- | ------------------------------------------------------------------------------------------------ | --- | ---------------------- | ---------- |
| Wegkreuz               | Wegkreuz                              | Am Graben LageFlur: 27, Flurstück: 278/6                                                         | | 1796                   | 45723 DDB  |
| weitere Bilder         | Weinbergdenkmal                       | Der Königwilhelmsberg LageFlur: 33, Flurstück: 55/1                                              | | Ende 19. Jahrhundert   | 45729 DDB  |
| weitere Bilder         | Sandsteinfigur                        | Der Königwilhelmsberg (Am Steinweg/Kirschgartenstraße) LageFlur: 33, Flurstück: 55/1             | | 1775 bis 1825          | 45725 DDB  |
|                        |                                       | Hinterstraße 4 LageFlur: 39, Flurstück: 63                                                       | | 1725 bis 1775          | 45726 DDB  |
| weitere Bilder         |                                       | Hinterstraße 7 LageFlur: 39, Flurstück: 76                                                       | | 1695 bis 1705          | 45727 DDB  |
| weitere Bilder         |                                       | Hinterstraße 14a LageFlur: 39, Flurstück: 69/3                                                   | | Ende 18. Jahrhundert   | 45728 DDB  |
| Bild gesucht BW        |                                       | Hubertstraße 5 LageFlur: 39, Flurstück: 60                                                       | | Ende 17. Jahrhundert   | 45730 DDB  |
| weitere Bilder         | Katholische Pfarrkirche, St.Katharina | Kirchstraße 5 LageFlur: 39, Flurstück: 100/1                                                     | Katholische Pfarrkirche | 1495 bis 1505          | 45731 DDB  |
| weitere Bilder         |                                       | Kirchstraße 7 LageFlur: 39, Flurstück: 99                                                        | Fachwerkhaus |                        | 45731      |
| Bild gesucht BW        | Reste der Stadtmauer                  | Kirchstraße 8/10a/12/16a, Im Dorf, Vorderstraße 13 LageFlur: 38, Flurstück: 18, 27, 41, 49/4, 50 | |                        | 953717     |
| Bild gesucht BW        |                                       | Kirchstraße 10a, Kirchstraße 8 LageFlur: 38, Flurstück: 49/4, 50                                 | | Ende 17. Jahrhundert   | 45732 DDB  |
| weitere Bilder         |                                       | Kirchstraße 16a/12 LageFlur: 38, Flurstück: 41, 48                                               | | 1725 bis 1775          | 45733 DDB  |
| weitere Bilder         | Mariensäule                           | Kirschgartenstraße LageFlur: 32, Flurstück: 482/19                                               | | 1755                   | 45724 DDB  |
| Ehemaliger Stall       | Ehemaliger Stall                      | Kirschgartenstraße 1 LageFlur: 32, Flurstück: 2                                                  | | 1862                   | 45735 DDB  |
| Wegkreuz               | Wegkreuz                              | Kirschgartenstraße 1 LageFlur: 32, Flurstück: 2                                                  | | 1690                   | 45734 DDB  |
| weitere Bilder         |                                       | Pfarrhausstraße 13 LageFlur: 39, Flurstück: 98                                                   | | Ende 17. Jahrhundert   | 45736 DDB  |
| Katholisches Pfarrhaus | Katholisches Pfarrhaus                | Pfarrhausstraße 15 LageFlur: 39, Flurstück: 101                                                  | | 1907                   | 45737 DDB  |
| weitere Bilder         |                                       | Rathausstraße 2 LageFlur: 38, Flurstück: 2                                                       | | Anfang 18. Jahrhundert | 45738 DDB  |
| weitere Bilder         | Scheune                               | Rathausstraße 4 LageFlur: 38, Flurstück: 4/7                                                     | | 1795 bis 1805          | 45739 DDB  |
| Bild gesucht BW        | Wegkreuz                              | Straßenmühle (B 40, Richtung Hochheim) LageFlur: 33, Flurstück: 165                              | | 1737                   | 45753 DDB  |
| Bild gesucht BW        |                                       | Taunusstraße 1b LageFlur: 38, Flurstück: 19/2                                                    | | 1745 bis 1755          | 45740 DDB  |
| weitere Bilder         | Altes Rathaus                         | Taunusstraße 3 LageFlur: 38, Flurstück: 10/1                                                     | ehemaliger Gasthof, zweigeschossiger Sichtfachwerkbau. Erdgeschoss in jüngerer Zeit massiv erneuert. Im Obergeschoss Mannfiguren mit geschnitzten Kopfwinkelhölzern. ehemaliges Rathaus (1934- 1971) | 17. Jahrhundert        | 45741 DDB  |
| weitere Bilder         |                                       | Taunusstraße 6 LageFlur: 38, Flurstück: 4/8                                                      | | 1795 bis 1805          | 45742 DDB  |
| weitere Bilder         |                                       | Taunusstraße 13 LageFlur: 39, Flurstück: 65                                                      | |                        | 45743 DDB  |
| weitere Bilder         |                                       | Taunusstraße 21 LageFlur: 39, Flurstück: 39                                                      | | 1725 bis 1775          | 45744 DDB  |
| weitere Bilder         |                                       | Taunusstraße 24 LageFlur: 39, Flurstück: 17                                                      | | 1850                   | 45745 DDB  |
| weitere Bilder         |                                       | Taunusstraße 26 LageFlur: 39, Flurstück: 22                                                      | | 1575 bis 1625          | 45746 DDB  |
|                        |                                       | Taunusstraße 34/28a/32 LageFlur: 39, Flurstück: 24/8, 25/3, 26                                   | | 1675 bis 1725          | 45747 DDB  |
|                        |                                       | Vorderstraße 4 LageFlur: 39, Flurstück: 84/1                                                     | | Ende 17. Jahrhundert   | 45748 DDB  |
| weitere Bilder         |                                       | Vorderstraße 10 LageFlur: 39, Flurstück: 87                                                      | | 1570                   | 45749 DDB  |
| Bild gesucht BW        |                                       | Vorderstraße 11 LageFlur: 38, Flurstück: 17                                                      | | 1575                   | 45750 DDB  |
| weitere Bilder         |                                       | Vorderstraße 12 LageFlur: 39, Flurstück: 88                                                      | | 1645 bis 1655          | 45751 DDB  |
| weitere Bilder         |                                       | Vorderstraße 15 LageFlur: 38, Flurstück: 28                                                      | | 1625 bis 1675          | 45752 DDB  |